# Aerocardal
Aerocardal è una compagnia aerea con sede a Santiago del Cile, in Cile. Opera servizi charter passeggeri internazionali e nazionali, nonché servizi di trasporto medico. La sua base principale è l'Aeroporto Internazionale Arturo Merino Benítez di Santiago del Cile.

## Storia

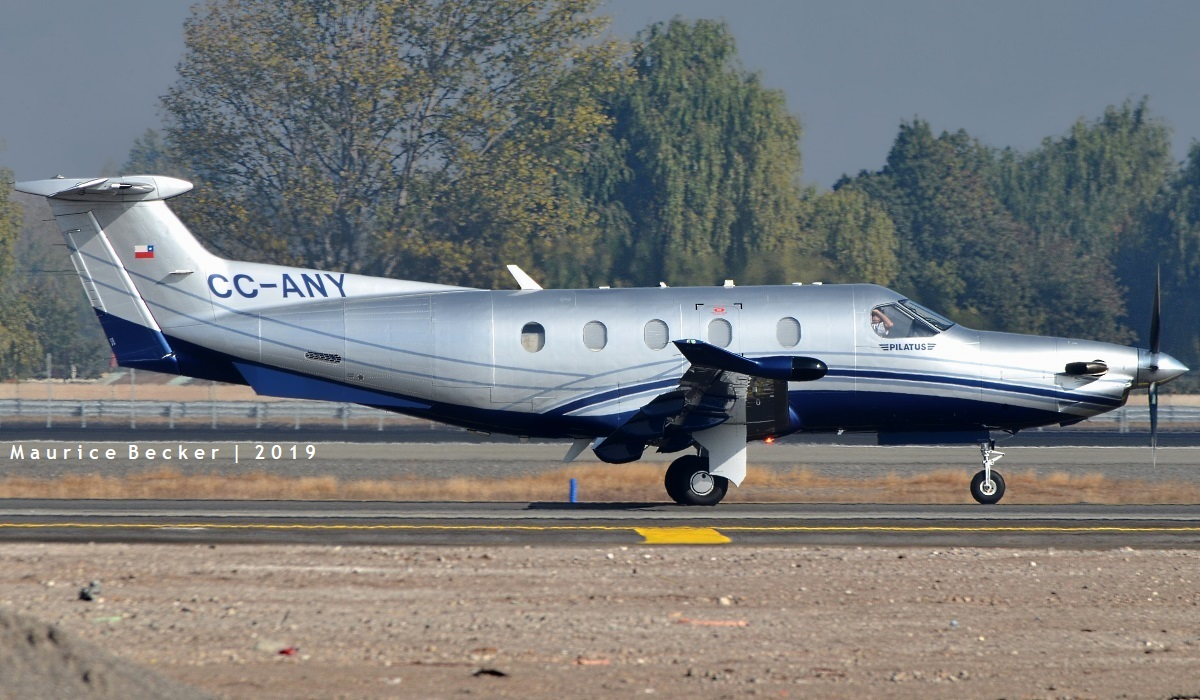
Un Pilatus PC-12 di Aerocardal in attesa.

Aerocardal è stata fondata nel 1991 e conta 50 dipendenti (a marzo 2007). È una delle più grandi e importanti compagnie di aviazione aziendale del Cile. Con una flotta di 11 aeromobili tra cui Jet e Turbo-Prop, nonché elicotteri a doppia turbina, offre una varietà di servizi che collegano i clienti con le principali capitali e con città di medie dimensioni o remote in America ed Europa.

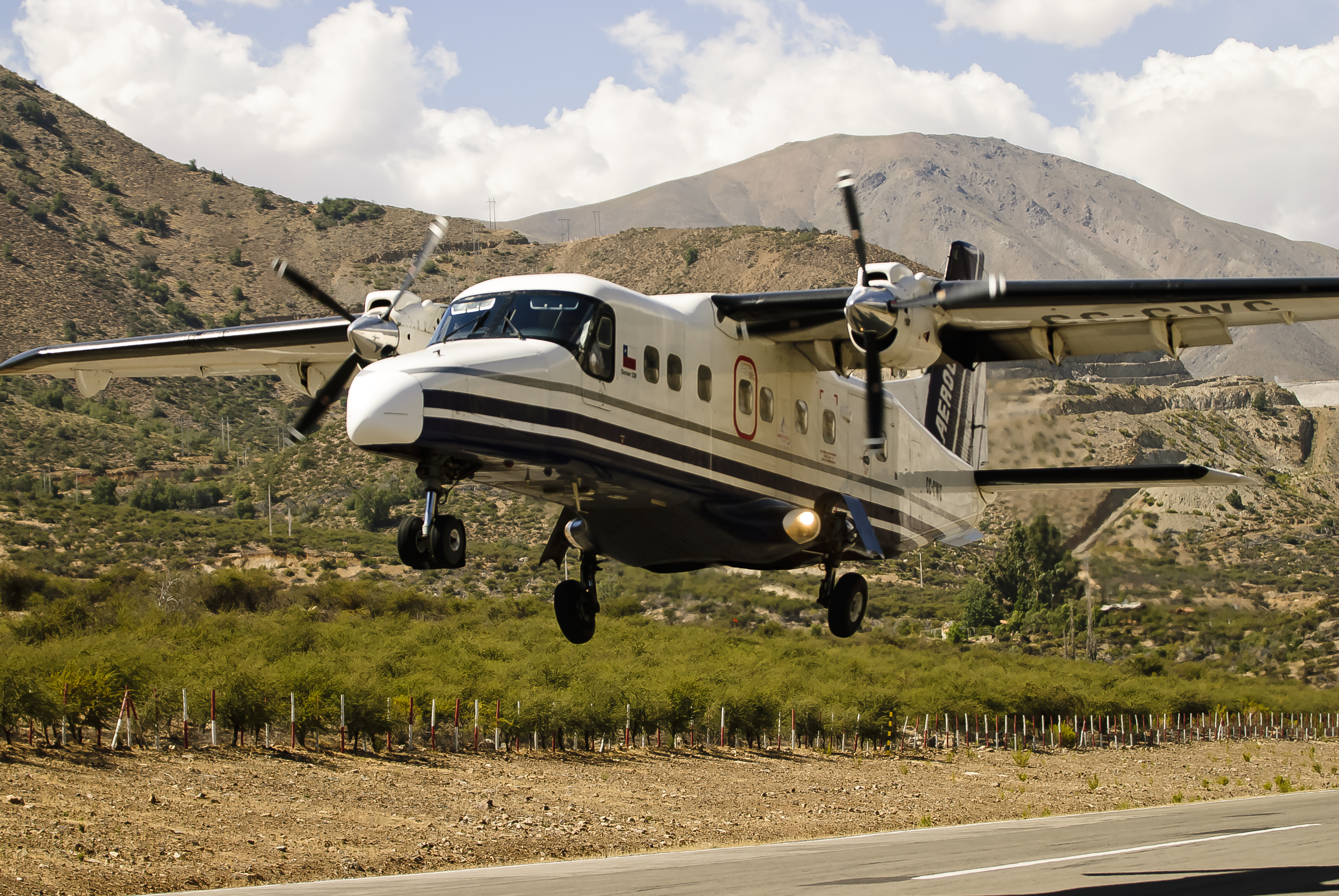
Un Dornier 228 di Aerocardal mentre effettua la rotazione.

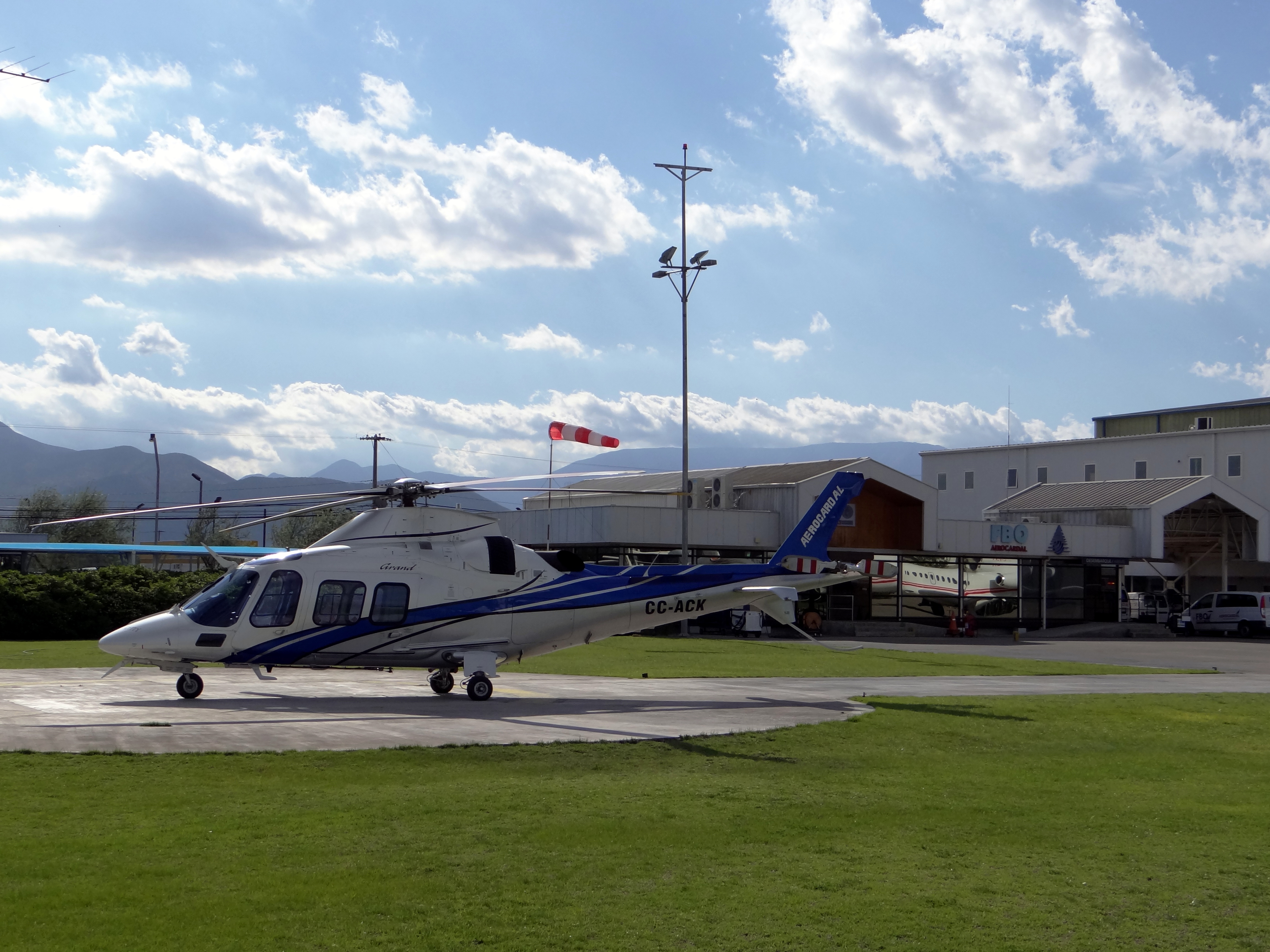
Un elicottero Agusta A109 Aerocardal parhceggiato.

## Destinazioni
Aerocardal serve le seguenti destinazioni programmate in Cile:
- Santiago del Cile - Aeroporto Internazionale Arturo Merino Benitez - hub
- Isola di Robinson Crusoe - Aeroporto Robinson Crusoe - stazionale

Inoltre, la compagnia aerea opera servizi di voli charter e di eliambulanza.

## Flotta
La flotta Aerocardal comprende i seguenti aeromobili (a luglio 2020):
- 2 Gulfstream G150
- 1 Gulfstream G280
- 1 Pilatus PC12
- 1 Dornier Do 228-100 (ad agosto 2019)[2]
- 2 Dornier Do228-200 (ad agosto 2019)[2]
- 1 Eurocopter BO-105LS
- 3 Agusta Grand

## Flotta storica
- 2 Cessna Citation S550
- 2 Dornier Do 328-100
- 1 Piper Navajo Panther
- 1 Piper Cheyenne I
- 1 Cessna C421 Golden Eagle
- 1 Cirrus SR22 GTS X Edition
- 1 Eurocopter BO-105CB
- 1 Eurocopter EC 135